# Mäntyjärvi (sjö i Kajanaland, lat 63,95, long 29,40)
Mäntyjärvi är en sjö i Finland. Den ligger i kommunen Kuhmo i landskapet Kajanaland, i den centrala delen av landet, 500 km nordost om huvudstaden Helsingfors. Mäntyjärvi ligger 196,9 meter över havet. Arean är 65,2 hektar och strandlinjen är 5,85 kilometer lång. Sjön  ingår i Uleälvens huvudavrinningsområde.   I omgivningarna runt Mäntyjärvi växer i huvudsak barrskog. Den sträcker sig 1,1 kilometer i nord-sydlig riktning, och 1,7 kilometer i öst-västlig riktning.